# Дражен Мужинич
Дражен Мужинич (сербохорв. Dražen Mužinić, нар. 25 січня 1953, Спліт) — югославський футболіст, що грав на позиції півзахисника.
Виступав, зокрема, за клуб «Хайдук» (Спліт), а також національну збірну Югославії.

## Клубна кар'єра
У дорослому футболі дебютував 1969 року виступами за команду клубу «Хайдук» (Спліт), в якій провів одинадцять сезонів, взявши участь у 277 матчах чемпіонату. Більшість часу, проведеного у складі «Хайдука», був основним гравцем команди.
Завершив професійну ігрову кар'єру у клубі «Норвіч Сіті», за команду якого виступав протягом 1980—1982 років.

## Виступи за збірну
У 1974 році дебютував в офіційних матчах у складі національної збірної Югославії. Протягом кар'єри у національній команді, яка тривала 6 років, провів у формі головної команди країни 32 матчі, забивши 1 гол.
У складі збірної був учасником чемпіонату світу 1974 року у ФРН, а також ддомашнього для югославів чемпіонату Європи 1976 року.